# Matej Daniel Ševrlay
Matej Daniel Ševrlay, névváltozatok Scheverlay Mátyás Dániel, Matthaeus Scheverlay, korábban: Schäwerlein (Turócbeszterce, 1783. január 18. vagy március 23. – Pozsony, 1840. április 7.) szlovák esztéta, evangélikus líceumi teológiai tanár.

## Élete
Elemi iskoláit Turócszentmártonban, a bölcseletet Lőcsén, a teológiát Pozsonyban végezte Sabel, Fábry, Stanislaides és Bilnicza professzorok alatt. 1804. április 20-án a wittenbergi egyetemre iratkozott be, ahol Schroeck, Nitsch, Grohmann és Bretschneider voltak a tanárai. 1805 októberében visszatért hazájába és Budaméron Ujházy Sámuel családjánál nevelősködött, 1809-ben a sárospataki református kollégiumhoz hívták meg a mezőgazdaságtan, valamint a német és latin irodalom tanárának; november 15-én köszöntött be, de itt csak egy évig maradt. 1810-ben a selmeci gimnáziumhoz hívták meg tanárnak és igazgatónak. Itt Scheverlay retorikát, poetikát, latin, görög, magyar és héber nyelvet, történelmet és földrajzot, hit- és erkölcstant, statisztikát és pedagógiát tanított. Jó hírneve tömegesen vonzotta a tanulókat a selmeci gimnáziumba, ahol a humaniorákban olykor 100-ra is ment a számuk. Tíz évig, 1827-ig működött itt, majd a pozsonyi evangélikus líceumhoz hívták meg egyik teológiai tanszékre, ahol nagy sikerrel működött. Többek között Ľudovít Štúr is a tanítványai közé tartozott.  1834 és 1837 között a cseh-szláv nyelvi és irodalmi társaság elnökeként tevékenykedett.
Családi élete nem volt szerencsés; első neje és nyolc gyermeke még ő előtte halt meg; második neje túlélte őt.

## Munkái
A latin nyelven alkotó szlovák esztéta elsősorban irodalomesztétikával foglalkozott. Alkotásai közül a legjelentősebbek a Grammatica linguae latina, Rhetorica és Poetica című tankönyvei. Írt hírlapi cikkeket is.
- Carmen, quod Ill. Dno Ludovico Ambrózy de Sedény incl. comitatus Neogradiensis s. v. comiti, dum onomasticum diem suum celebraret, cecinit die 25. Augusti 1811. Schemnicii.
- VersVs qVos IoannIs RaDVanszkI a RaDVan ConsILIarII regII, aC InspeCtorIs eVangeLICI CInerIbVs trIstIs pIe apposUIt SCheVarlaI prof. Uo. (1815).
- De spe gymnasii a. c. Schemniciensis quod ad renovationem suarum aedium ab i. ac v. conventu districtuali Pesthano die 31. Augusti 1818 paterne decretam, in amore literarum publico munificentissimo firmiter collocata, programma allegoricum epicum quo patronos scholae gratiosissimos pro examine publico ibidem diebus 30. Junii & 1. ac 2. Julii 1819 celebrandos debita cum pietate invitat. Uo.
- Rhetorica... usibus juventutis scholasticae destinata. Uo. 1818.
- Carmen, quo III. Dnum Joannem Nepomucenum L. B. de Réva, i. com. Thurociensis perpetuum comitem etc. muneri supremi camergraffii solemniter inauguratum salutavit gymnasium a. c. districtuale Schemniciense anno 1819. Uo.
- Compendium grammaticae hungaricae in usum scholarum, et illorum, qui latinis litteris iam exculti etiam in usu sermonis hungarici adiuvari cupiunt. Uo. 1823.
- Compendium theologiae christianae dogmaticae. Discipulis suis fecit... Uo. 1824.